# Байкара
См. также о его внуке Хусейне Байкара, правителе Хорасана.
Байкара Мирза (ок. 1392/1393 — ок. 1416/1422) — принц из династии Тимуридов, сын Умар-шейха, внук среднеазиатского завоевателя Тимура. Описанный как «самый благородный, справедливый и храбрый из потомков Тимура», Байкара Мирза наиболее известен своими восстаниями против своего дяди и отчима Шахруха.

## Биография
Байкара Мирза родился около 1392 года. Он был младшим сыном Умар-шейха-мирзы (1356—1394) и его жены, монгольской принцессы Маликат Аги. Его отец Умар-шейх, старший из четырех сыновей Тамерлана, скончался в 1394 году, когда Байкаре было около двух лет. Его мать была дочерью хана Моголистана Хизр-Ходжи, впоследствии она вторично вышла замуж за Шахруха, младшего брата Умар-шейха.
Байкара восхваляется Даулетшахом за свою красоту как второй Иосиф, а за свою отвагу как второй Рустам.
После смерти Тамерлана в 1405 году, Байкара и его старшие братья были обязаны поддержать претензии своего отчима и дяди Шахруха в последующей династической борьбе. Через несколько лет Искандар-мирза (брат Байкары) поднял восстание против Шахруха и провозгласил себя султаном в Исфахане в 1412 году. Шахрух предпринял карательную экспедицию против Искандар-мирзы. Его сопровождали Рустам-мирза и Байкара-мирза, младшие братья Искандара. Искандар-мирзы был побежден, взят в плен и ослеплен. Его бывшие владения были разделены между братьями. В 1414 году Шахрух пожаловал ему Лурестан, Хамадан, Нехавенд и Курдистан, а также передал ему опеку над старшим братом. В 1414 и 1415 годах Байкара-мирза предпринял два неудачных восстания против своего дяди Шахруха. В битве под Ширазом Байкара разгромил войско под командованием своего двоюродного брата Ибрагима Султана (сына Шахруха). Байкара вступил в Шираз, где получил поддержку местных жителей. Шахрух во главе большой армии осадил Шираз. Под давлением горожан Байкара-мирза, чтобы спасти город от разрушения, в декабре 1415 года вынужден был сдаться. Сам Байкара был спасен только благодаря заступничеству своего двоюродного брата Байсонкура. Байкара получил прощение и был оправлен Шахрухом в ссылку в Кандагар, чтобы жить там под наблюдением своего другого родственника, Кайду мирзы (сына Пира Мухаммада), где также поднял восстание и в 1416—1417 годах был захвачен в плен Кайду. Шахрух опять помиловал его и отпустил в Индию; с тех пор о нём ничего более не говорится.
С этими известиями, восходящими к Хафиз-и Абру, не согласуются рассказы, сообщаемые Даулетшахом. Согласно последнему, Байкара добровольно отправился к Шахруху из Мекрана, был послан тем в Самарканд и там по распоряжению Улугбека или, по другим сообщениям, ещё ранее, при дворе самого Шахруха в Герате, был убит. 819 год хиджры и в других источниках приводится как год смерти царевича Байкара.

## Семья

### Жены и наложницы
- Бики Султан, дочь его дяди Миран-шаха
- Кутлуг Тархан, потомок Ильчигидая, правителя Чагатайского ханства
- Адиль Султан Ага Караунас, вдова его старшего брата Пир Мухаммада
- Афак Ага
- Михр Нуш Ага
- Михр Нигяр Ага
- Лаль Бех
- Дочь Хамзы Тархана

### Дети
От Бики Султан:
- Саадат Султан
- Фатима Султан

От Кутлуг Тархан:
- Мансур Мирза (? — 1446)
  - Дарвиш Мухаммад
  - Мухаммад Бади
  - Мухаммад Музаффар
  - Шахр Бану
  - Михр Нигяр
  - Байкара-Мирза (? — 1487)
  - Ака Бики
  - Бади аль-Джамаль
  - Султан Хусейн Байкара Мирза (1438—1506)[1]
  - Урун Султан Ханум
- Музаффар (? — 1428/1429)

От Адиль Султан Ага Караунас:
- Музаффар Мирза
- Мариам Султан Бике

От: Афак Аги:
- Мухаммед
  - Султан Увайс
  - Зубайда Султан
  - Саадат Султан

От Мих Нуш Аги:
- Тимур Бек

От Михр Нигяр Аги:
- Ахмад Кара

От Лаль Бег:
- Саадат Султан

От дочери Хамзы Тархана:
- Ханд-Султан Бики